# Condylostylus retrociliatus
Condylostylus retrociliatus är en tvåvingeart som beskrevs av Octave Parent 1931. Condylostylus retrociliatus ingår i släktet Condylostylus och familjen styltflugor.
Artens utbredningsområde är Paraguay. Inga underarter finns listade i Catalogue of Life.